# Gensōmaden Saiyūki: Hangyaku no Toshin Taishi
Gensōmaden Saiyūki: Hangyaku no Toshin Taishi est le deuxième jeu vidéo développé à partir du manga Saiyuki de Kazuya Minekura.